# Malediwy na Mistrzostwach Świata w Lekkoatletyce 2015
Malediwy na Mistrzostwach Świata w Lekkoatletyce 2015 – reprezentacja Malediwów podczas Mistrzostw Świata w Pekinie liczyła 1 zawodnika, który nie zdobył medalu.

## Występy reprezentantów Malediwów
| Konkurencja            | Zawodnik     | Eliminacje | Eliminacje | Runda 1  | Runda 1 | Półfinał | Półfinał | Finał    | Finał   |
| Konkurencja            | Zawodnik     | Rezultat   | Pozycja    | Rezultat | Pozycja | Rezultat | Pozycja  | Rezultat | Pozycja |
| ---------------------- | ------------ | ---------- | ---------- | -------- | ------- | -------- | -------- | -------- | ------- |
| Bieg na 100 m mężczyzn | Hassan Saaid | 10,56      | 4. Q       | 10,42 NR | 42.     | NQ       | NQ       | NQ       | NQ      |